# Versailles (televisieserie)
Versailles is een Frans-Canadese historische televisieserie die in première ging op 16 november 2015 in Frankrijk op Canal+ en in Canada op Super Channel.
De serie schetst het leven van Lodewijk XIV en zijn hofhouding, de constructie van het kasteel van Versailles in de 17de eeuw en de opkomst onder Lodewijk XIV van de gewoonte dat de adel aan het hof verbleef. Nog voor het tiendelig eerste seizoen volledig was uitgezonden werd reeds een tweede reeks besteld. In september 2016 werd een derde seizoen besteld waarvan de opnames in het voorjaar van 2017 volgden, en uitzendingen een jaar later. In het voorjaar van 2018 werd bevestigd dat de serie eindigde na drie seizoenen.

## Rolverdeling
- George Blagden als Louis XIV, zonnekoning
- Alexander Vlahos als Monsieur Philippe I, hertog van Orléans, broer van de koning
- Tygh Runyan als Fabien Marchal
- Joe Sheridan als François-Michel le Tellier, marquis de Louvois, minister van het leger
- Stuart Bowman als Alexandre Bontemps, lakei van de koning
- Amira Casar als Béatrice, Madame de Clermont (seizoen 1)
- Evan Williams als Chevalier de Lorraine, minnaar van de hertog van Orléans
- Noémie Schmidt als Henriëtta Anne van Engeland
- Anna Brewster als Madame de Montespan, maîtresse van de koning
- Sarah Winter als Louise de La Vallière (seizoen 1)
- Pip Torrens als Hertog van Kassel (seizoenen 1 en 2)
- Suzanne Clément als Madame Agathe (seizoen 2)
- Greta Scacchi als Madeleine de Foix (seizoen 2)
- Catherine Walker als Madame de Maintenon (seizoenen 2 en 3)
- Elisa Lasowski als Maria Theresia van Oostenrijk (seizoenen 2 en 3)
- Jessica Clark als Elisabeth Charlotte van de Palts (seizoenen 2 en 3)

## Afleveringen

### Seizoen 2
| Nr. | Aflevering | Titel                                                                                    | Uitzenddatum |  |
| --- | ---------- | ---------------------------------------------------------------------------------------- | ------------ |  |
| 11 | 1          | Lodewijk XIV's paranoia groeit met de dag (The Labyrinth)                                |              |  |
| Lodewijk XIV geniet van zijn roem terwijl zijn troepen zich voorbereiden om het Nederland van Willem van Oranje aan te vallen. Maar hij kampt met nachtmerries en zijn paranoia groeit met de dag. Lodewijk vindt steun bij de zwangere Madame de Montespan, die steeds meer invloed krijgt in Versailles. Met de constante dreiging van vergiftigingen, moordpartijen en aanvallen is het voor Lodewijk steeds moeilijker om mensen in vertrouwen te nemen, maar voor toneelschrijver Thomas maakt hij een uitzondering. Die moet de 'officiële' geschiedenis van Versailles neerschrijven.                                           |            |                                                                                          |              |  |
| 12 | 2          | De Kerk wil dat de koning stopt met zijn overspel (A Still Small Voice)                  |              |  |
| De Kerk wil dat de koning meteen een einde maakt aan zijn overspel met Montespan. Bisschop Bossuet trekt naar Versailles om er opnieuw wat morele waarden te installeren, maar daar gaat Lodewijk niet op in. Philippe keert terug naar Versailles, en daar heeft Lodewijk een bruid voor hem uitgekozen: Elisabeth Charlotte Van de Palts. Fabien zet het onderzoek naar de vergiftigingen voort. Montespan is bang dat de koning haar niet meer zal willen zodra ze bevallen is. Ze gaat te rade bij madame Agathe voor goede raad en een afrodisiacum.                                                                              |            |                                                                                          |              |  |
| 13 | 3          | Philippe kan zijn huwelijksplicht niet vervullen (Who Will Guard the Guards Themselves?) |              |  |
| Fabiens onderzoek naar de vergiftigingen eindigt op een dood spoor. Lodewijk krijgt veel negatieve reacties wanneer hij Cassel tot minister van Justitie benoemt. Om een oogje in het zeil te kunnen houden, dwingt de koning hem om met Sophie te trouwen. Het huwelijk van Philippe met Van de Palts wordt uitgebreid gevierd, maar Philippe kan zijn huwelijksplicht niet vervullen. Madeleine de Foix is beledigd door de aanstelling van Cassel. Zij wilde dat die functie naar haar zoon Gaston ging. In het kasteel verwelkomt Montespan madame Scarron als gouvernante van haar kind.                                          |            |                                                                                          |              |  |
| 14 | 4          | De Chevalier raakt verslaafd aan drugs en gokken (Miasma)                                |              |  |
| Madeleine de Foix moet naar de gevangenis op verdenking van moord door vergiftiging. Ze stuurt Gaston naar madame Agathe, in de hoop dat die hem aan een goede positie op het kasteel kan helpen. Het kind van Lodewijk en Montespan is zwaar ziek en de koning ziet dat als een teken van God, tot grote verontrusting van Montespan. De Chevalier raakt verzeild in drugs en gokwedstrijden. Sophie ondervindt de wreedheid van haar man aan den lijve. Thomas hoort Cassel uit over Lodewijks plannen in Nederland. |            |                                                                                          |              |  |
| 15 | 5          | Claudine laat haar onderzoek niet los (War and Peace)                                    |              |  |
| Lodewijk heeft last van slaapproblemen, wat zijn paranoia alleen maar erger maakt. Hij neemt steeds meer afstand van zijn entourage, behalve van Montespan. Nu Fabien de laan uit gestuurd is, neemt hij tijd voor Claudine en wil hij een nieuw leven beginnen, maar Claudine is nog steeds volop bezig met het onderzoek naar de vergiftigingen. Lodewijk geeft Philippe de leiding over de oorlog met Nederland, maar komt later op zijn beslissing terug. |            |                                                                                          |              |  |
| 16 | 6          | Philippe speelt voor één dag koning (The Sands of Time)                                  |              |  |
| Het leger wint veel gevechten aan het Nederlandse front, maar Lodewijk zal pas tevreden zijn als Willem van Oranje op de knieën gaat. Maar die geeft zich niet zomaar gewonnen. Philippe neemt de rol van koning voor één dag op zich, voor het bezoek van de Sultan van Bijapur. Maar hij wordt al snel betrapt wanneer hij een decadent feest organiseert in zijn vertrekken. Montespan maakt misbruik van de situatie om haar rivale Isabelle tot het uiterste te drijven. Claudine heeft ontdekt waar het gif vandaan komt, maar ze heeft tegelijk ook de aandacht getrokken van gevaarlijke criminelen.                           |            |                                                                                          |              |  |
| 17 | 7          | Lodewijk voert een tweestrijd met Willem van Oranje (A Night)                            |              |  |
| Er komt een hevige tweestrijd tussen Lodewijk en Willem van Oranje en die haalt Lodewijk uit zijn problematische vermoeidheid. Hij heeft zijn energie teruggevonden, laat zijn demonen achter en keert terug naar het paleis. Maar de koning weet niet dat Thomas een dubbel spel speelt. Marie-Thérèse probeert Fabien te overtuigen om zijn taak als hoofd van de politie weer op te nemen, maar die laatste heeft de dood van zijn geliefde, Claudine, nog niet verwerkt. Montespan voelt zich steeds eenzamer en vertrouwt nu ook haar vriendin Scarron niet meer. De band tussen Philippe en Van de Palts wordt steeds complexer. |            |                                                                                          |              |  |
| 18 | 8          | Lodewijk wil de controle over zijn leven herwinnen (The New Regime)                      |              |  |
| Lodewijk wil de controle over zijn leven en paleis herwinnen en breekt met Montespan. Van de Palts wordt ernstig ziek, men vreest dat ze vergiftigd werd. De Hertog van Cassel beseft dat hij niet lang meer te leven heeft en onthult de ware aard van Thomas aan Lodewijk. Een zware fout van Gaston betekent het einde van zijn leven binnen de muren van Versailles. Fabien wil opnieuw voor de koning gaan werken. Hij is vastbesloten om de dood van Claudine te wreken en een einde te maken aan het gifschandaal. |            |                                                                                          |              |  |
| 19 | 9          | Montespan sluit een pact met de duivel (Seven Shadows)                                   |              |  |
| Montespan sluit een pact met de duivel en organiseert een satanisch ritueel. Fabien en zijn mannen vallen binnen tijdens het gebeuren, maar zij weet ongezien weg te komen. Philippe zoekt steeds nauwer contact met Thomas. De zwangerschapsvreugde van Van de Palts keert snel om in verbijstering. Lodewijk zit in zak en as. Vol wanhoop gaat hij naar madame Scarron, nu madame De Maintenon. Hij vraagt zich af of Agatha de bron van alle kwaad zou kunnen zijn. |            |                                                                                          |              |  |
| 20 | 10         | Versailles wordt bevrijd van duistere figuren (Of Blood and Stone)                       |              |  |
| De arrestatie van Agathe komt als een donderslag bij heldere hemel in het paleis. Montespan en Gaston houden zich op de achtergrond, terwijl iedereen die betrokken is bij het gifschandaal in Versailles aangehouden wordt. Thomas beseft dat zijn plannen ontdekt zijn en probeert te vluchten met Sophie. Philippe probeert hen tegen te houden, maar loopt daarbij gevaar voor eigen leven. Versailles wordt eindelijk bevrijd van enkele duistere figuren. En dankzij Maintenon heeft Lodewijk ondanks alles zijn kracht teruggevonden.                                                                                           |            |                                                                                          |              |  |